# Gebietshoheit
Unter Gebietshoheit oder Territorialhoheit versteht man die rechtlich geordnete Herrschaft eines Staates über alle in seinem Staatsgebiet befindlichen Sachen und Personen (vgl. Personalhoheit), eine sogenannte „positive“ Funktion. Sie erstreckt sich neben den eigenen Staatsangehörigen auch auf Ausländer im Staatsgebiet. Notwendigerweise ergibt sich direkt hieraus auch die „negative“ Funktion, nach der es anderen Staaten verboten ist, auf fremdem Staatsgebiet Hoheitsmacht auszuüben.
Die Gebietshoheit als die tatsächliche Wahrnehmung der Staatsgewalt durch eine Gebietskörperschaft, die mit der territorialen Souveränität nicht deckungsgleich sein muss, ergibt sich, wenn eine effektive Staatsgewalt mit dem Staatsgebiet in Beziehung gesetzt wird.
Sie kann beschränkt werden durch:
- Staatsservituten
- Exterritorialität als Sonderfall des Staatsservituts
- Zollausschlussgebiete
- Zollfreigebiete, die seit 1994 nicht mehr so genannt, sondern in § 1 Abs. 2 UStG einzeln aufgezählt werden.
- Internationalisierte Gewässer[4]
- Verpachtung, zum Beispiel Hongkong durch China an Großbritannien oder Guantánamo Bay durch Kuba an die USA.
- Kondominien, gemeinsame Ausübung der Territorialhoheit durch mehrere Staaten.